# Dicranomyia coxitalis
Dicranomyia coxitalis är en tvåvingeart som först beskrevs av Alexander 1934.  Dicranomyia coxitalis ingår i släktet Dicranomyia och familjen småharkrankar. Inga underarter finns listade i Catalogue of Life.